# Ellen Rankin Copp

Ellen Rankin Copp y su hijo Hugh, en una publicación de 1893

Ellen Rankin Copp (Atlanta, Illinois, 4 de agosto de 1853-8 de agosto de 1901), también llamada Ellen o Helen Houser Rankin, fue una escultora estadounidense. Sus obras se presentaron en la Exposición Mundial Colombina de Chicago en 1893.

## Primeros años de vida
Helen o Ellen Houser Rankin nació en Atlanta, Illinois, hija de Andrew Campbell Rankin y Susanna Roush Houser. Su padre era un médico que sirvió como cirujano del ejército en la guerra civil estadounidense . Sus abuelos, Jean Lowry Rankin y John Rankin, fueron destacados abolicionistas y colaboradores del ferrocarril subterráneo de Ohio. En 1888  Rankin comenzó como estudiante en el Instituto de Arte de Chicago después de algunos años enseñando. En el Instituto de Arte estudió con Lorado Taft y fue una de sus estudiantes asistentes llamadas White Rabbits.

## Carrera
En 1890, Ellen Rankin Copp ganó la primera medalla de escultura otorgada por el Instituto de Arte de Chicago. Creó "Maternity" por encargo para el edificio Illinois y "Pele" por encargo para el edificio Hawaii, ambos en la Exposición Mundial Colombina de 1893. La estatua de Pele, de 7,3 metros de altura, fue promocionada como "la estatua más grande jamás realizada por una mujer". En la Exposición se mostraron cuatro obras más de Copp: un retrato en relieve en bronce de Harriet Monroe, exhibido en el Palacio de Bellas Artes; un retrato en relieve en bronce de Bertha Palmer, en la Biblioteca del Edificio de la Mujer; y dos obras más pequeñas dentro del Edificio Illinois.
Después de la Exposición, Copp llevó a su hijo a Europa y continuó sus estudios artísticos en Múnich; allí mostró su escultura "Strength of Nations" en 1895.

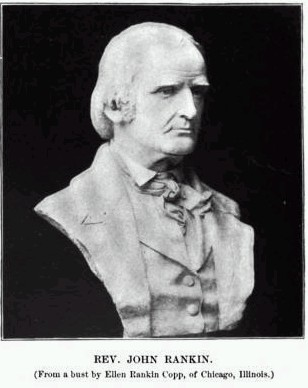
Busto del reverendo John Rankin por Ellen Rankin Copp

Copp hizo bustos de retratos de ciudadanos de Chicago, y uno de su abuelo para la ciudad de Ripley, Ohio. En 1896 presentó una ambiciosa propuesta para un monumento a la guerra en Texas.

## Vida personal
Helen Houser Rankin se casó con William H. Copp en 1874. Tuvieron cinco hijos; cuatro murieron en la infancia. Ellen Rankin dejó atrás a William Copp cuando llevó a su hijo a Europa y comenzó a usar su nombre de soltera. En 1897, William Copp, agredió a su ex familia política.
Su hijo, Hugh Dearborn Copp (1878-1956), llamado Hugh Doak Rankin después de que sus padres se separaron, también se convirtió en artista, sobre todo conocido como ilustrador de ciencia ficción.
Ellen Rankin Copp murió en 1901, a la edad de 48 años. 